# 워크업
워크업(또는 워컵, 워크-업, Work-Up)은 유기반응을 끝맺는 일련의 과정을 지칭하는 말이다. 일반적인 순서는 다음과 같다.
1. Quench(퀜치) - 일반적으로 물 또는 염화암모늄수용액, 중탄산나트륨수용액과 같은 물질을 첨가하여 반응을 종료하는 것이다. 이와 같은 물이나 수용액층을 넣어주게되면, 반응혼합물 용액에 남아있는 반응물들을 반응시켜 더 이상의 부반응이 일어나는 것을 막을 수 있게 된다.
2. Extraction(추출) - 펀넬에 유기 용매를 첨가하고 흔들어 대부분의 유기물들이 유기층에 녹을 수 있게끔 해주는 과정이다. 일반적으로 3회 정도 추출을 하며, 1회 추출 당 10~20번 흔들고 펀넬의 콕을 열어 가스를 빼주는 과정을 3번 반복하는 것이 보통이다. 추출을 하여 물층에 조금이라도 남아있는 대부분의 유기물들을 유기층에 용해시킬 수 있다. 만약 반응생성물이 폴라하다면 추출이 끝난 후의 물층에 TLC를 찍어 남아있는 생성물이 있는지 확인하거나 원래 써야할 유기용매보다 더 폴라한 유기용매를 쓰는 것이 가능한 많은 유기물들을 얻어내는 방법이다.
3. Dry(건조) - 추출 후에 얻어낸 유기층에 황산 마그네슘 또는 황산 나트륨과 같은 건조제를 첨가하여 조금이라도 유기층에 남아있는 물기를 제거하는 것이다. 이 과정에서 충분히 물기를 제거하지 않으면, 이후 정제과정이나 NMR을 찍을 때 불리하다.
4. Filter(여과) - 남아있는 건조제, 또는 유기층에 조금 떠다니는 고체들을 제거하여 크루드용액을 얻어내는 워크업의 마지막 과정이다. 주로 아스피레이터를 이용하여 공기를 빨아당겨 필터에서 걸러내는데, 고체 찌꺼기들이 필터 바닥에 붙어서 떼내기 힘든 것이 우려될 경우, 위에 Celite(황산 칼슘)을 깔고 유기용매를 조금 적신 후에 필터하기도 한다.